# José Juncosa
José Juncosa Bellmunt (Les Borges Blanques, 2 de fevereiro de 1922 - 31 de outubro de 2003) foi um futebolista e treinador espanhol.

## Carreira
José Juncosa fez parte do elenco da Seleção Espanhola de Futebol da Copa do Mundo de 1950.